# 烈士公園南駅
烈士公園南駅（れっしこうえんみなみえき、中文表記: 烈士公园南站、英文表記: South Martyrs Park station）は、中華人民共和国湖南省長沙市開福区にある長沙地下鉄6号線の駅である。

## 駅周辺
- 湖南烈士公園
- 湖南省展覧館
- 湖南省画院画廊
- 湖南省体育場
- 湖南省政協
- 営盤東路